# Zvezda (mnogokotnik)
Zvezda je ideogram katerega zunanji robovi tvorijo simetrični mnogokotnik. Njegova oglišča izmenoma povezujejo notranji in zunanji par točk. Oblika je lahko notranjost ali zunanjost mnogokotnika. 

## Petkraka zvezda
Imenujejo jo tudi zlata petkraka zvezda .
Če kolinearne robove povežemo, dobimo petkotnik. Petkraka zvezda se pojavlja v zastavah 35 držav.
Pojavlja se tudi v heraldiki Združenih držav Amerike. V nasprotju z zastavoslovjem (veksikologija) se uporablja sedemkraka zvezda redkeje.
Petkraka zvezda se pogosto pojavlja v povezavi s polmesecem v zastavah nekaterih držav.   
- Pentagram, petkraka zvezda, narisana s petimi ravnimi potezami
- Zvezda in polmesec se najpogosteje  uporablja s petkrako zvezdo v sodobnih zastavah, toda   osmanska zastava s to obliko je tudi zastava Azerbajdžana, zvezda je petkraka.
- Zastava ZDA iz 1777 ima 13 zvezd z nedoločenim številom krakov [2].

## Šestkraka zvezda
V zahodni kulturi se uporablja več vrst šestkrakih zvezd:
- če povežemo kolinearne robove pravilne šestkrake zvezde tako, da nastaneta dva prekrižana trikotnika, dobimo simbol, ki je znan kot heksagram ali Davidova zvezda. Ta simbol je povezan z Judovstvom.

## Sedemkraka zvezda
Sedemkraka zvezda se pojavlja v zastavi in heraldski simboliki Avstralije. Sedemkraka zvezda simbolizira Avstralsko zvezo, ki je nastala 1. januarja 1901.  Šest zvezd predstavlja šest prvotnih držav.  

## Osemkraka zvezda

### Politični primeri
- zastava Iraka v letu 1959
- Zastava Azerbajdžana

### Ostali
Osemkraka zvezda se pogosto uporablja v arabskih državah kot olepšava, včasih je podobna zvezdi Lakšmi, ki jo smatrajo kot arabsko zvezdo.
- zvezda Lakšmi
- Rub El Hizb

## Dvanajstkraka zvezda
Zastava države Nauru vsebuje dvanajstkrako zvezdo, ki prestavlja 12 plemen na otoku.
- Zastava republike Nauru

## Štirinajstkraka zvezda
Zastava Malezije vsebuje štirinajstkrako zvezdo.
- Zastava Malezije